# Rafael Otón Castro Jiménez
Rafael Otón Castro Jiménez (ur. 16 stycznia 1877 w San José, zm. 14 grudnia 1939 tamże) – kostarykański duchowny katolicki, arcybiskup metropolita San José de Costa Rica 1921-1939.

## Życiorys
Święcenia kapłańskie otrzymał 28 października 1899.
10 marca 1921 papież Benedykt XV mianował go arcybiskupem metropolitą San José de Costa Rica. 2 sierpnia 1922 z rąk arcybiskupa Giovanniego Battisty Marenco przyjął sakrę biskupią. Funkcję sprawował aż do swojej śmierci.